# 王梵瑞
王梵瑞（1979年10月19日—），又名王凡瑞，中国男歌手，2005年出道至今发行3张专辑，因走民谣风格曲风与许巍相似被媒体称为“小许巍”；沉寂多年后于2015年2月以选手身份CCTV-3《中国好歌曲 (第二季)》比赛而备受媒体、观众再次热议和关注。

## 主要经历
- 1979年 出生于西安市
- 1998年 开始北漂
- 2002年 签约北京达人音乐公司
- 2003年 发表单曲《妈妈》《幸福》
- 2004年 签约太合麦田公司
- 2005年 获得中国歌曲百家电台总评榜3周亚军
- 2006年 发行首张专辑《青春》，并获得北京流行音乐典礼最佳创作新人、最佳歌曲奖
- 2007年6月2日 在北京开展“我们的青春后儿童节王梵瑞个人演唱会”
- 2008年 发行第二张专辑《等候 王凡瑞》
- 2009年6月开始，在西安、成都、昆明、大理和北京举办“青春如夏至”王梵瑞音乐演唱会[3]
- 2010年 改名为王梵瑞重新出发
- 2011年 签约新公司天博娱乐传媒公司
- 2012年 发行第三张专辑《时光谣》
- 2013年 以选手身份参加山东卫视《中国星力量》[4]选秀比赛没有晋级总决赛
- 2014年 发行新歌《凡》
- 2015年 以选手身份参加CCTV-3《中国好歌曲 (第二季)》比赛[5]

## 音乐作品

### 专辑/EP
| 专辑数量 | 专辑名称   | 专辑类型 | 发行公司   | 发行日期       | 专辑曲目 |
| -------- | ---------- | -------- | ---------- | -------------- | --- |
| 第一张   | 《青春》   | 专辑     | 太合麦田   | 2006年3月6日   | 曲目 1. 这座城市 2. 幸福 3. 青春 4. 爱 5. 傻东西 6. 时间一枪打在我身上 7. 伟大的幻想 8. 战争 9. 十万个为什么 10. 海 11. 祷告良辰歌                 |
| 第二张   | 《等候》   | 专辑     | 中天门文化 | 2008年10月19日 | 曲目 1. 我是绽放的花 2. 一切从这儿开始 3. 认识了 4. 如果冬天 5. 我爱你永远 6. 城堡 7. 天亮 天黑 8. 妈妈 9. 笑容 10. 三一来临歌 11. 如果冬天...告别 |
| 第三张   | 《时光谣》 | EP       | 十三月唱片 | 2012年11月27日 | 曲目 1. 时光谣 2. 天黑天亮2012 3. 鸽子 4. 四季 5. 如你所愿 6. 这不是我想要的生活 7. 伟大的                                                         |

### 单曲
- 2003年 发表个人单曲《妈妈》《幸福》
- 2007年 为何炅创作单曲《冲》
- 2014年 发行个人单曲《凡》

## 个人演唱会
- 2007年6月2日 在北京开展“我们的青春后儿童节王梵瑞个人演唱会”
- 2009年6月开始，在西安、成都、昆明、大理和北京举办“青春如夏至”王梵瑞音乐演唱会
- 2011年6月18日 北京 “北京夏天.王梵瑞”个人音乐听唱会